# Mehmet Erdem

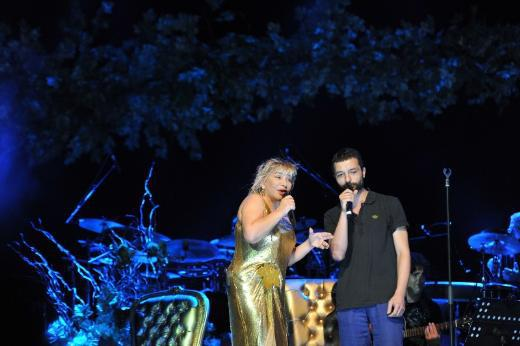
Sezen Aksu & Mehmet Erdem (2012)

Mehmet Erdem (* 1978 in Manisa) ist ein türkischer Popmusiker.

## Karriere
Seine Musikkarriere begann im Jahr 2012 mit der Single Hakim Bey und dem dazugehörigen Debütalbum Herkes Aynı Hayatta. Zuvor hat er mit der Band Kardeş Türküler Songs aufgenommen.
Mehmet Erdem hat mit bekannten türkischen Künstlern wie Hande Yener, Aşkın Nur Yengi, Sabahat Akkiraz, Sezen Aksu, Nükhet Duru, Gökhan Türkmen oder Bahadır Tatlıöz zusammengearbeitet.
Im Jahr 2013 gewann er einen Altın Kelebek Award in der Kategorie Bester Newcomer. Im Oktober 2015 wurde er wegen Drogenkonsums zu 10 Monaten Gefängnis verurteilt. Im September 2021 heiratete er die türkische Schauspielerin Vildan Atasever. In seiner bisherigen Musiklaufbahn machte er mit Hits wie Hakim Bey, Haydi Gel Gidelim, Acıyı Sevmek Olur Mu, Gibi Gibi, Aşkımız Bitecek, Hara oder Allah'tan Kork auf sich aufmerksam.

## Diskografie

### Alben
- 2012: Herkes Aynı Hayatta
- 2013: Hiç Konuşmadan
- 2015: Hepsi Benim Yüzünden
- 2018: Neden Böyleyiz
- 2022: Bir Şarkı Vardı Ya

### Soundtracks
- 2007: Dol (mit Özgür Akgül & Vedat Yıldırım)
- 2013: Aşk Kırmızı (mit Alper Atakan)

### Singles
| - 2012: Hakim Bey - 2012: Haydi Gel Gidelim - 2012: Her Yer Gökkuşaği (mit Nükhet Duru) - 2013: Herkes Aynı Hayatta - 2013: Acıyı Sevmek Olur Mu - 2013: Kadınım - 2013: Hiç Konuşmadan - 2014: Hep Sonradan - 2014: Unutanlar Gibi (mit Hande Yener) - 2014: Gibi Gibi - 2014: Aşkımız Bitecek - 2015: İlk Değil - 2015: Bize Ne Oldu Sevgilim - 2015: Leyla İle Mecnun: Geri Dönme - 2016: Aşkın Kanunu - 2016: Hayat Bu - 2016: Mektup - 2016: Olur O Zaman - 2016: Sarı Çizmeli Mehmet Ağa - 2017: Hepsi Benim Yüzünden - 2017: Bir Elmanın Yarısı - 2017: Yatacak Yerimiz Yok - 2017: Aşağıdan Gelir Omuz Omuza (mit Sabahat Akkiraz) | - 2017: Sarhoş - 2018: Hara - 2018: Ateş-i Aşka - 2018: Ağlayamam - 2018: A Bu Hayat - 2018: Ağlıyor İstanbul - 2018: Islak Islak - 2019: Sensiz Ben Olamam - 2019: Allah'tan Kork (mit Aşkın Nur Yengi) - 2019: Sonsuz Olmuyor (mit Üner Demir) - 2019: Sen De Vur Gülüm - 2019: Kına (mit Gökhan Türkmen, Bahadır Tatlıöz, Bulutsuzluk Özlemi, Kubat, Pi & Tepki) - 2020: Şu Senin Çekip Gitmelerin - 2020: Eskidendi Çok Eskiden - 2022: Sevemedim Kara Gözlüm - 2022: Deliler - 2022: Turnaların Göçü - 2022: Sevdalılar Beni Anlar - 2023: İstanbul Sokakları - 2023: Ali Yazar Veli Bozar - 2023: Hava Nasıl Oralarda - 2023: Bir Şarkı Vardı Ya |

Quelle:

## Auszeichnungen
- 2013: Altın Kelebek Award in der Kategorie Bester Newcomer
- 2013: Kral Türkiye Müzik Award in der Kategorie Bester Newcomer